# Chawanmushi
El chawanmushi (茶碗蒸し) és un plat a base de natilla d'ou típic de la gastronomia del Japó i que utilitza com un dels seus ingredients les llavors del ginkgo biloba. A diferència d'altres natilles, se solen consumir com aperitiu. Aquesta natilla consisteix en una barreja d'ou amb salsa de soja, dashi i mirin, juntament amb diversos ingredients com xiitake, kamaboko, gambes, cloïsses o pollastre servits en un chawan o tassa similar a les utilitzades per a servir el te.
El chawanmushi es pot prendre tant fred com calent. Quan s'afegeixen udon com a ingredient, llavors se l'anomena odamakimushi o odamaki udon.